# Földrengések Magyarországon
A magyarországi földrengések általában nem pusztító erejűek. Ez annak köszönhető, hogy az ország távol fekszik a nagyobb törésvonalaktól. Kisebb erősségű földrengések azonban évente többször is előfordulnak, és 4,5-5-ös erősségű rengés is bekövetkezik átlagosan 10 évente, ami Magyarországon már nagy rengésnek számít. A magyarországi rengésekre az a jellemző, hogy az első rengés a legnagyobb erejű, az utórengések pedig kisebbek, de nem zárható ki az első rengés után egy újabb nagyobb rengés sem.
Magyarországon évente mintegy 100-200 egészen kicsi, 2,5 magnitúdónál nem erősebb, emberek által nem észlelhető rengés következik be, és további 4-5 gyengébb, de már érezhető rengést is feljegyeznek. Az országban, amióta feljegyzik a rengéseket, körülbelül 3 tucatnyi olyan erősségű földrengés következett be, ami komolyabb károkat okozott. A legerősebb rengés Komáromban 1763-ban történt, és 63 ember halálát okozta.

## Törésvonalak
Magyarország rengések szempontjából legaktívabb zónája a Komárom–Berhida-vonal. Ennek az az oka, hogy a Dunántúli-középhegység kiemelkedése máig tart.

## Nagyobb rengések Magyarországon
- 456. szeptember 7.: A legkorábban feljegyzett földrengés a Kárpát-medence területéről. Savariában (ma Szombathely) történt, 6,1-es erősségű volt.[2]
- 1763. június 28.: 6,3-as erősségű rengés Komáromban, a város egyharmada elpusztult és több mint hatvanan meghaltak.[3] Ez volt a Magyarországon bekövetkezett legnagyobb erejű földrengés.[3]
- 1810. január 14.: 5,4-es erősségű földrengés Móron és környékén.[2]
- 1834. 6,3-as erősségű földrengés Érmelléken[4]
- 1911. július 8.: 5,6-es földrengés Kecskeméten és környékén. Haláleset nem történt, de sok ház megrongálódott, némelyiket a lakóknak el kellett hagyniuk.[2]
- 1925. január 31.: 5-ös erősségű földrengés Egerben és környékén. A károk jelentősek voltak, de halálos áldozat vagy súlyos sérülés nem volt.[2]
- 1956. január 12.: 5,6-es erősségű földrengés Dunaharasztiban, ketten meghaltak, 38-an megsérültek, a házak legtöbbje nem csak a településen, de Taksonyban és Szigetszentmiklóson is megsérült.[5]
- 1985. augusztus 15.: 4,9-es erősségű rengés Berhidán és környékén.
- 2011. január 29.: 4,7-es erősségű rengés Oroszlány környékén, egyes mérések szerint mindössze 6 kilométeres mélységben.[1] A rengést az egész Dunántúlon és Dél-Szlovákiában is lehetett érezni.[6] Az 1985-ös berhidai óta ez volt a legnagyobb erejű földrengés.[1]
- 2013. április 23. 00:28-kor 4,7-es erősségű rengés történt Heves közelében (pontosabban Erdőtelek mellett), melyet a környéken, sőt Budapesten is éreztek.[7] Ugyan a médiában eleinte olyan hírek jelentek meg, hogy Jász-Nagykun-Szolnok megye déli részén, Tiszaug és Tiszasas környékén pattant ki a földrengés,[8][9][10] ezt azonban később korrigálták a valós epicentrumra, azaz Heves megye déli részére, Heves város környékére.[11] A Magyarországi földrengések évkönyve 2013 című kiadvány is csupán egyetlen ilyen erősségű földrengést tartalmaz az adott időpontban.[12]
- 2013. június 5.: 20:45-kor 4,2-es erősségű földrengés keletkezett Nógrád megyében, Érsekvadkert közelében. A rengés sekély mélységben (5 km) pattant ki. A földmozgást az epicentrum környékén a lakosság erősen érzékelte, a rengés következtében közel száz épület szenvedett kisebb sérülést.[13]
- 2019. március 7.: 20:08-kor közepes méretű, 4,0-ás erejű földrengés keletkezett Somogy megyében, Nagyatád közelében, kb. 14 km mélységben. A rengést több kisebb előrengés előzte meg az azelőtti napokban. A földrengést nagy területen érezték. A rengés mérete és mélysége alapján kisebb károk is keletkezhettek az epicentrum környékén.[14]
- 2023-as év közepén több földrengés volt a Magyarországgal szomszédos romániai Arad megyében, majd ezeket követte a Békés vármegyei Csabacsűd közelében kipattant földrengés-sorozat augusztus 19-én. A legerősebb délelőtt pattant ki, és a Richter-skála szerint 4,1-es fokozatú volt, ezt aznap este követte a második, 3,8-as erősségű. Később a térségben folyamatosak voltak a kisebb földmozgások, még augusztus 23-án, éjjel fél egykor és délelőtt is észleltek jelentősebb utórengéseket (3,6 és 1,9) a békésiek.[15]

## Emberek által is érezhető rengések
A listában olyan rengések szerepelnek, melyeket már emberek is éreznek. Ezek általában 2-es erősségnél nagyobbak. A lista nem tartalmazza a Nagyobb rengések Magyarországon szakaszban feljegyzett földrengéseket.

### 1980-as évek
- 1989. január 8.: Peremarton, 3,5-4-es erősségű[16]
- 1989. január 26.: Bérbaltavár, 3,4-es erősségű[17]
- 1989. január 27.: Bérbaltavár, 4,5-es erősségű[18]
- 1989. február 11.: Mosonmagyaróvár, 3,2-es erősségű[19]

### 1990-es évek
| - 1990. március 8.: Békés, 2,7-es erősségű - 1990. július 16.: Kaposvár - 1990. augusztus 22.: Győr - 1995. január 23.: Peremarton, 3-as erősségű - 1995. február 5.: Szabadszállás, 3,4-es erősségű - 1995. szeptember 12.: Várpalota, 3,5-es erősségű - 1995. szeptember 18.: Esztergom, 3,6-es erősségű - 1995. november 8.: Várpalota, 2,5-es erősségű | - 1996. szeptember 29.: Füzesgyarmat, 3-as erősségű - 1996. október 21.: Dunaharaszti, 2,4-es erősségű - 1997. március 3.: Magyarpolány, 2,5-es erősségű - 1997. június 18.: Csorvás, 3,1-es erősségű - 1997. november 27.: Csévharaszt, 2,5-es erősségű - 1998. december 6.: Veszprém, 2-es erősségű - 1999. szeptember 3.: Békés, 2,5-es erősségű |

### 2000-es évek
| - 2000. március 2.: Füzesgyarmat, 3-as erősségű - 2000. május 2.: Vámosszabadi, 2,8-es erősségű - 2000. június 2.: Nagykőrös, 2-es erősségű - 2000. június 29.: Vámosszabadi, 2,6-es erősségű - 2000. október 17.: Budapest, 1,5-es erősségű - 2001. június 22.: Őrbottyán, 1,9-es erősségű - 2001. június 28.: Berhida, 2,9-es erősségű - 2001. augusztus 14.: Vámosszabadi, 2,5-es erősségű - 2002. január 28.: Kutasó, 2,5-es erősségű - 2002. február 11.: Sajóhídvég, 2,3-es erősségű - 2002. február 22.: Oroszlány, 2,5-es erősségű - 2002. február 26.: Hatvan, 2,7-es erősségű - 2002. május 8.: Tófalu, 2-es erősségű - 2002. július 13.: Pátroha, 2,2-es erősségű (kutatórobbantás) - 2002. július 15.: Kisvárda, 2,4-es erősségű (kutatórobbantás) - 2002. október 12.: Jászapáti, 3,3-es erősségű - 2002. október 23.: Jászjákóhalma, 3,7-es erősségű - 2002. december 25.: Jászjákóhalma, 2,6-es erősségű - 2003. április 3.: Bükkzsérc, 1,9-es erősségű - 2003. június 21.: Jászapáti, 4-es erősségű - 2003. június 27.: Jászapáti, 2,3-es erősségű - 2003. július 1.: Mezőkeresztes, 3,5-es erősségű - 2003. július 8.: Sály, 2,2-es erősségű | - 2003. július 10.: Rimóc, 2,2-es erősségű - 2003. július 13.: Sály 3,1-es erősségű - 2003. augusztus 10.: Körmend, 3,9-es erősségű - 2003. október 8.: Máriapócs, 2,8-es erősségű - 2003. október 11.: Máriapócs, 2,2-es erősségű - 2003. december 16.: Nagykanizsa, 3,7-es erősségű - 2003. december 31.: Pécs, 3,1-es erősségű - 2004. május 25.: Beled, 3,7-es erősségű - 2004. június 25.: Vasegerszeg, 2,4-es erősségű - 2005. március 26.: Marcali, 2,8-es erősségű - 2005. május 15.: Pápa, 3,8-es erősségű - 2005. május 16.: Csót, 3-as erősségű - 2006. szeptember 15.: Szentlőrinckáta, 2,2-es erősségű - 2006. november 15.: Beregdaróc, 3-as erősségű - 2006. december 31.: Gyömrő, 4,1-es erősségű - 2007. március 3.: Kőszeg, 2,9-es erősségű - 2007. november 18.: Hollókő, 2,9-es erősségű - 2008. január 18.: Pápa, 3,2-es erősségű - 2008. június 25.: Vámospércs, 2,5-es erősségű - 2008. november 13.: Murony, 3,5-es erősségű - 2009. október 5.: Záhony, 2,2-es erősségű - 2009. november 25.: Berhida, 3,2-es erősségű |

### 2010-es évek
- 2010. február 8.: Somogyjád, 2,9-es erősségű[2]
- 2010. május 25.: Tápiószele, 3,1-es erősségű[2]
- 2010. június 21.: Bábolna, 2,6 erősségű[2]
- 2010. augusztus 14-22.: Több rengés Emőd térségében, 1,9-3-as erősségig[2]
- 2010. augusztus 17.: Sellye, 3 rengés, 3, 3,2 és 3,5-ös erősséggel[2]
- 2010. augusztus 20.: Zalalövő, 2,7-es erősségű[2]
- 2010. augusztus 27.: Körmend, 3-as erősség[2]
- 2010. szeptember 1.: Érd, 1,8-2-es erősség, csak néhányan érezték[2]
- 2010. október 30.: Szerencs, 2,7-es erősségű[2]
- 2010. november 21.: Mohács, 2,5-ös erősségű[2]
- 2010. december 14.: Miskolc, 2,9-es erősségű[2]
- 2011. január 26.: Bábolna, 2,5-ös erősségű[2]
- 2011. április 23.: Várgesztes, 2,7-es erősségű[2]
- 2011. május 20.: Jászság, 2,3-as erősségű[2]
- 2011. július 11.: Oroszlány–Csákvár, 3,7-es erősségű földrengés[2]
- 2011. szeptember 3.: Németkér, 2,8-as erősségű[2]
- 2011. szeptember 8.: Petőfibánya, 2,2-es erősségű[2]
- 2011. november 2.: Bezi, 3,7-es erősségű[2]
- 2012. március 20.: Eger: 2,5-ös erősségű[2]
- 2012. április 6.: Gánt: 2,8-as erősségű[2]
- 2013. február 16.: Heves: 3,5-ös erősségű[2]
- 2013. június 5.: Érsekvadkert: 4,3-as erősségű[2]
- 2013. július 2.: Szátok: 3,6-os erősségű[57]
- 2014. január 19.: Cserhátsurány: 4,4-es erősségű[58]
- 2014. június 4.: Bükkszentkereszt: 3,2-es erősségű[59]
- 2014. augusztus 3.: Nógrádmarcal: 3,2-es erősségű[60]
- 2015. január 1.: Iliny: 4 rengés, 3,9; 4,0; 3,1 és 2,8-as erősséggel[61][62][63][64]
- 2015. március 29.: Miskolc: 3,2-es erősségű[65]
- 2015. május 11.: Garbolc: 3,3-as erősségű[66]
- 2015. július 19.: Zsadány: 2,9-es erősségű[67]
- 2015. augusztus 5.: Pétervására: 2,5-ös erősségű[68]
- 2015. november 3.: Gánt: 3-as erősségű[69]
- 2015. november 19.: Bicske: 2,9-es erősségű[70]
- 2015. december 23.: Bábolna: 3-as erősségű[71]
- 2016. április 25.: Sand: 2,8-as erősségű[72]
- 2016. november 6.: Orosháza: 2,3-as erősségű[73]
- 2016. december 25.: Zalalövő: 2,5-es erősségű[74]
- 2017. január 24.: Dunaharaszti: 2,2-es erősségű[75]
- 2017. február 17.: Bábolna: 2,4-es erősségű[76]
- 2017. június 11.: Ugod: 2,4-es erősségű[77]
- 2017. június 22.: Nagykanizsa: 2,3-as erősségű[78]
- 2018. március 7.: Vése: 2,4-es erősségű[79]
- 2018. május 14.: Márianosztra: 2,3-as erősségű[80]
- 2019. március 7.: Nagyatád: 4-es erősségű[81]
- 2019. május 16.: Mór: 2,4-es erősségű[82]
- 2019. május 17.: Nagykovácsi: 2,7-es erősségű[83]
- 2019. június 23.: Tenk: 2,3-as erősségű[84]
- 2019. július 13.: Biatorbágy: 2,4-es erősségű[85]
- 2019. július 23.: Jászberény: 2,1-es erősségű[86]
- 2019. augusztus 12.: Heves: 4,1-es erősségű[87]
- 2019. december 13.: Törökbálint: 2,7-es erősségű[88]

### 2020-as évek
- 2020. január 5.: Murakeresztúr: 3,5-es erősségű[89]
- 2020. február 24.: Szerencs: 2,7-es erősségű[90]
- 2020. június 1.: Jánossomorja: 2,3-es erősségű[91][92]
- 2020. június 3.: Somogyszob: 3,5-es erősségű[93]
- 2020. augusztus 15.: Pincehely: 2,4-es erősségű[94]
- 2020. október 10.: Sajólád: 2,1-es erősségű[95]
- 2020. október 10.: Nagykáta: 2,3-es erősségű[96]
- 2020. október 19.: Alsózsolca: 2,8-es erősségű[97]
- 2020. december 13.: Mátraballa: 2,4-es és 2,0-es erősségű[98]
- 2021. március 2.: Nagykanizsa: 2,6-os erősségű[99]
- 2021. szeptember 18.: Répcelak: 2,9-es és 2,6-os erősségű[100]
- 2022. július 23.: Répcelak: 3,4-es erősségű[101]
- 2022. július 28.: Kács: 2,5-es erősségű[102]
- 2022. október 19.: Zalakaros: 2,3-as erősségű[103]
- 2022. október 22.: Zalakomár: 2,4-es erősségű[104]
- 2022. november 9.: Zalaszentgyörgy: 2,4-es erősségű[105]
- 2022. december 17.: Mezőkeresztes: 2,7-es erősségű[106]
- 2023. augusztus 14.: Kistelek: 2,0-es erősségű[107]
- 2023. augusztus 19.: Gyomaendrőd: 4,0-es; Túrkeve: 4,1-es és 4,0-es; Szarvas: 2,9-es és 2,8-es és 3,5-es,[108] továbbá legalább 50 utórengés Békésben.[109]
- 2023. augusztus 20.: Szarvas: 4,1 és 3,5[110]
- 2023. augusztus 22.: Várda: 2,2-es erősségű[111]
- 2023. augusztus 23.: Szarvas: 3,5-es erősségű[112]
- 2023. szeptember 8.: Szarvas: 3,1-es erősségű[113]
- 2023. október 16.: Pápa: 2,8-as erősségű[114]
- 2023. november 14.: Eger térsége: 2,7-es erősségű[115]
- 2024. február 3.: Jánossomorja: 2,2-es erősségű[116]
- 2024. június 8.: Kunszentmiklós: 2,5-es erősségű[117]
- 2024. július 16.: Balatonkiliti: 2,1-es erősségű[118]
- 2024. augusztus 19.: Pécs térsége: 2,1-es erősségű[119]
- 2024. szeptember 6.: Mór: 2,3-as erősségű[120]
- 2025. február 13.: Pannonhalma: 2,4-es erősségű[121]
- 2025. február 18.: Nagyszentjános: 2,3-as erősségű[122]
- 2025. február 19.: Pér: 1,7-es erősségű[123]
- 2025. március 23.: Salgótarján: 2,1-es erősségű[124]
- 2025 június 24.: Pinnyéd: 2,5-es erősségű[125]
- 2025. július 4.: Csongrád: 3-as erősségű[126]
- 2025. július 5.: Csongrád: 3,6-os erősségű[127]
- 2025. július 8.: Csongrád: 2,8-as erősségű[128]
- 2025. július 16.: Csongrád: 2,5-es erősségű[129]